# Cồn Đồng Phú
Cồn Đồng Phú hay cồn Ông Do là một cù lao trên sông Tiền thuộc địa phận tỉnh Vĩnh Long. Cồn từng có diện tích gần 140 ha (1,4 km²) nhưng do hoạt động khai thác cát quá mức trong vùng nước lân cận mà cồn bị sạt lở và đến năm 2020 thì phần lớn diện tích cồn đã chìm xuống dưới sông.

## Tự nhiên và kinh tế

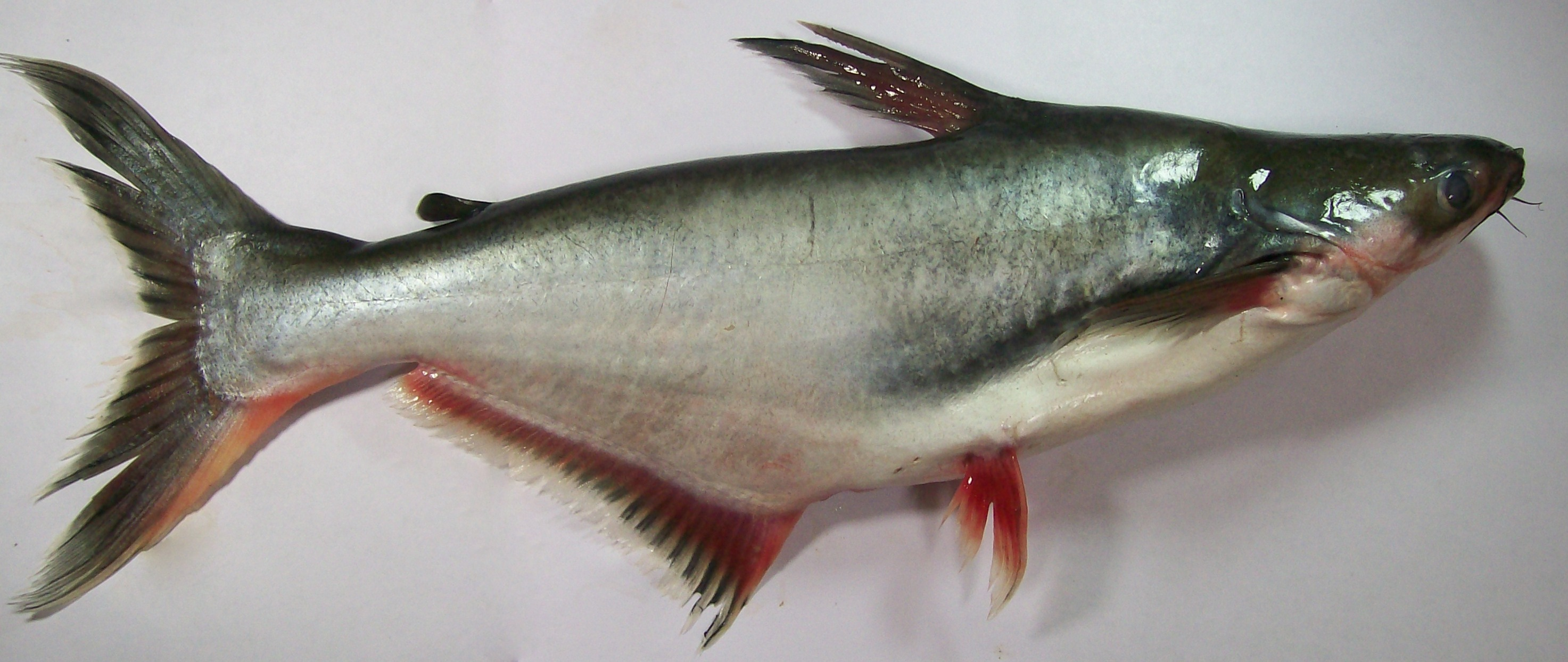
Cá tra

Cồn nằm ở cực bắc tỉnh Vĩnh Long thuộc ấp Phú Thuận 1, xã Đồng Phú huyện Long Hồ, cách cầu Mỹ Thuận 4 km, cách thành phố Vĩnh Long 7 km và cách thị trấn Cái Bè 3 km.
Cồn được bồi đắp từ cát và phù sa của sông Tiền qua thời gian dài, khu vực cồn dồi dào cá sông nên cồn từng được mệnh danh là "túi cá miền Tây". Cá tự nhiên gồm có cá tra sông, cá chốt, cá sặt, cá lòng tong, cá lăng, cá hú, cá linh, cá lóc, và những loài quý hiếm như cá cóc, cá hô,...
Kinh tế chủ yếu là hoạt động nuôi thủy sản, cá tra và cá basa. Có một con kênh dài 2 km được người dân địa phương tạo ra trên cồn để xả nước từ các ao nuôi cá. Cồn cũng là một bộ phận của Khu du lịch Mekong Đồng Phú. Cồn có một trang trại nhãn tiêu Huế của Công ty Ngọc Ngân, là trang trại đầu tiên ở phía Nam được tổ chức IMO (The Institute for Marketology - Thụy Sĩ) cấp chứng nhận đạt chuẩn GlobalGAP.

## Sạt lở
Ngày 21 tháng 1 năm 2014, UBND tỉnh Vĩnh Long ban hành Công văn số 180/UBND-KTN cấp thẩm quyền cấp giấy chứng nhận quyền sử dụng đất cho Công ty TNHH TM thủy sản Vĩnh Long theo đề nghị của Công ty này tại văn bản đề nghị ngày 17 tháng 12 năm 2013 của Giám đốc công ty này. Trong đó trao quyền nạo vét và đắp đê bao chống lũ trên một phần đất của cồn. Công ty TNHH TM thủy sản Vĩnh Long huy động nhiều nhiều xáng cạp và hàng chục xà lan hàng trăm tấn để khai thác cát. Cát sau khi đã hút từ sông lên được chuyển đến khắp các địa phương để tiêu thụ.
Ngày 30 tháng 8 năm 2017, UBND tỉnh Vĩnh Long đã có văn bản số 3509 chấp thuận cho Công ty TNHH Thương mại thủy sản Vĩnh Long triển khai nạo vét và đắp đê bao chống lũ để thực hiện Dự án nuôi trồng thủy sản tại xã Đồng Phú. Theo nội dung công văn này thì Công ty chỉ được nạo vét và đắp đê bao đã được cấp thẩm quyền nhưng Công ty lại dựa vào văn bản này để khai thác cát trái phép. Chỉ trong hơn 3 năm nạo vét, khai thác, khu vực từng mệnh danh "túi cá miền Tây" cơ bản bị xóa sổ và cù lao này đang chìm dần xuống sông Tiền.